# Mandinka (folkgrupp)
Mandinka, även kallade mandingo och malinke, är en folkgrupp i Västafrika med en population på ungefär 11 miljoner utspridda i Guinea, Elfenbenskusten, Mali, Senegal, Gambia och Guinea-Bissau. Det är den mest välkända etniska gruppen av Mande-folket. Alla i folkgruppen härstammar från det forna Mali.
I början av 1500-talet blev tiotusentals av folkgruppen tillfångatagna, förslavade och fraktade till Amerika. På 1900-talet blev folkgruppen någorlunda känd när författaren Alex Haley kom fram till att han härstammade från madinka.
Några i folkgruppen konverterade till islam redan på 1100-talet, men sedan slutet av 1900-talet är över 95 procent av populationen i madinka muslimer. De flesta i madinka är bönder och odlar främst jordnötter, men även hirs och majs. 
Traditionerna omfattar kvinnlig omskärelse, bröllop och polygami, Madinkas män är tillåtna att ha upp till fyra fruar. Några skolor finns i de olika madinka-byarna, och det vanligaste språket är arabiska.